# Lipa, Lukovica
Lipa je naselje v Občini Lukovica.